# Cykling vid olympiska sommarspelen 2016
Cykling vid olympiska sommarspelen 2016 avgjordes mellan 6 och 21 augusti 2016 i Rio de Janeiro i Brasilien. Totalt 18 grenar fanns på programmet.

## Program
| H | Heats/inledande | ¼ | Kvartsfinal | ½ | Semifinal | F | Final |

| Gren↓/Datum →          | Lör 6 | Sön 7 | Ons 10 | Ons 17 | Tor 18 | Fre 19 | Fre 19 | Lör 20 | Sön 21 |
| ---------------------- | ----- | ----- | ------ | ------ | ------ | ------ | ------ | ------ | ------ |
| Herrarnas BMX          |       |       |        | H      | ¼      | ½      | F      |        |        |
| Damernas BMX           |       |       |        |        | H      | ½      | F      |        |        |
| Mountainbike           |       |       |        |        |        |        |        |        |        |
| Herrarnas mountainbike |       |       |        |        |        |        |        |        | F      |
| Damernas mountainbike  |       |       |        |        |        |        |        | F      |        |
| Landsväg               |       |       |        |        |        |        |        |        |        |
| Herrarnas linjelopp    | F     |       |        |        |        |        |        |        |        |
| Herrarnas tempolopp    |       |       | F      |        |        |        |        |        |        |
| Damernas linjelopp     |       | F     |        |        |        |        |        |        |        |
| Damernas tempolopp     |       |       | F      |        |        |        |        |        |        |

| Herrarnas keirin         |   |   |   |   |   |   |   |   |   |    |    |    |    |    |    | H  | ½  | F  |   |   |
| Herrarnas omnium         |   |   |   |   |   |   |   |   |   | SL | IF | EL | TK | FV | PL |    |    |    |   |   |
| Herrarnas sprint         |   |   |   | H | H | H | ¼ | ½ | ½ | F  | F  | F  |    |    |    |    |    |    |   |   |
| Herrarnas lagförföljelse | H | H | H | ½ | ½ | F |   |   |   |    |    |    |    |    |    |    |    |    |   |   |
| Herrarnas lagsprint      | H | ½ | F |   |   |   |   |   |   |    |    |    |    |    |    |    |    |    |   |   |
| Damernas keirin          |   |   |   |   |   |   | H | ½ | F |    |    |    |    |    |    |    |    |    |   |   |
| Damernas omnium          |   |   |   |   |   |   |   |   |   |    |    |    | SL | IF | EL | TK | FV | PL |   |   |
| Damernas sprint          |   |   |   |   |   |   |   |   |   | H  | H  | H  | H  | H  | H  | ¼  | ½  | F  | F | F |
| Damernas lagförföljelse  | H | H | H |   |   |   | ½ | F | F |    |    |    |    |    |    |    |    |    |   |   |
| Damernas lagsprint       |   |   |   | H | ½ | F |   |   |   |    |    |    |    |    |    |    |    |    |   |   |

## Medaljsammanfattning
| Bancykling                           | Guld                                                     | Silver                                                         | Brons                                                                |
| Damernas keirin Detaljer...          | Elis Ligtlee Nederländerna                               | Becky James Storbritannien                                     | Anna Meares Australien                                               |
| Damernas lagförföljelse Detaljer...  | Storbritannien                                           | USA                                                            | Kanada                                                               |
| Damernas lagförföljelse Detaljer...  | Katie Archibald Laura Trott Elinor Barker Joanna Rowsell | Sarah Hammer Kelly Catlin Chloe Dygert Jennifer Valente        | Allison Beveridge Jasmin Glaesser Laura Brown Georgia Simmerling     |
| Damernas lagsprint Detaljer...       | Kina                                                     | Ryssland                                                       | Tyskland                                                             |
| Damernas lagsprint Detaljer...       | Gong Jinjie Zhong Tianshi                                | Daria Sjmeljova Anastasia Vojnova                              | Kristina Vogel Miriam Welte                                          |
| Damernas omnium Detaljer...          | Laura Trott Storbritannien                               | Sarah Hammer USA                                               | Jolien D'Hoore Belgien                                               |
| Damernas sprint Detaljer...          | Kristina Vogel Tyskland                                  | Becky James Storbritannien                                     | Katy Marchant Storbritannien                                         |
| Herrarnas keirin Detaljer...         | Jason Kenny Storbritannien                               | Matthijs Büchli Nederländerna                                  | Azizulhasni Awang Malaysia                                           |
| Herrarnas lagförföljelse Detaljer... | Storbritannien                                           | Australien                                                     | Danmark                                                              |
| Herrarnas lagförföljelse Detaljer... | Edward Clancy Steven Burke Owain Doull Bradley Wiggins   | Alexander Edmondson Jack Bobridge Michael Hepburn Sam Welsford | Lasse Norman Hansen Niklas Larsen Frederik Madsen Casper von Folsach |
| Herrarnas lagsprint Detaljer...      | Storbritannien                                           | Nya Zeeland                                                    | Frankrike                                                            |
| Herrarnas lagsprint Detaljer...      | Philip Hindes Jason Kenny Callum Skinner                 | Edward Dawkins Ethan Mitchell Sam Webster                      | Grégory Baugé Michaël D'Almeida François Pervis                      |
| Herrarnas omnium Detaljer...         | Elia Viviani Italien                                     | Mark Cavendish Storbritannien                                  | Lasse Norman Hansen Danmark                                          |
| Herrarnas sprint Detaljer...         | Jason Kenny Storbritannien                               | Callum Skinner Storbritannien                                  | Denis Dmitrijev Ryssland                                             |

| BMX                       | Guld                   | Silver                         | Brons                       |
| Damernas BMX Detaljer...  | Mariana Pajón Colombia | Alise Post USA                 | Stefany Hernandez Venezuela |
| Herrarnas BMX Detaljer... | Connor Fields USA      | Jelle van Gorkom Nederländerna | Carlos Ramírez Colombia     |

| Landsvägscykling                | Guld                               | Silver                     | Brons                              |
| Damernas linjelopp Detaljer...  | Anna van der Breggen Nederländerna | Emma Johansson Sverige     | Elisa Longo Borghini Italien       |
| Damernas tempolopp Detaljer...  | Kristin Armstrong USA              | Olga Zabelinskaja Ryssland | Anna van der Breggen Nederländerna |
| Herrarnas linjelopp Detaljer... | Greg Van Avermaet‎ Belgien          | Jakob Fuglsang Danmark     | Rafał Majka Polen                  |
| Herrarnas tempolopp Detaljer... | Fabian Cancellara Schweiz          | Tom Dumoulin Nederländerna | Chris Froome Storbritannien        |

| Mountainbike                      | Guld                   | Silver                    | Brons                         |
| Damernas terränglopp Detaljer...  | Jenny Rissveds Sverige | Maja Włoszczowska Polen   | Catharine Pendrel Kanada      |
| Herrarnas terränglopp Detaljer... | Nino Schurter Schweiz  | Jaroslav Kulhavý Tjeckien | Carlos Coloma Nicolás Spanien |

Denna tabell: visa • redigera

## Medaljtabell
| Pl.    | Nation         | Guld | Silver | Brons | Totalt |
| ------ | -------------- | ---- | ------ | ----- | ------ |
| 1      | Storbritannien | 6    | 4      | 2     | 12     |
| 2      | Nederländerna  | 2    | 3      | 1     | 6      |
| 3      | USA            | 2    | 3      | 0     | 5      |
| 4      | Schweiz        | 2    | 0      | 0     | 2      |
| 5      | Sverige        | 1    | 1      | 0     | 2      |
| 6      | Belgien        | 1    | 0      | 1     | 2      |
| 7      | Colombia       | 1    | 0      | 1     | 2      |
| 7      | Tyskland       | 1    | 0      | 1     | 2      |
| 7      | Italien        | 1    | 0      | 1     | 2      |
| 10     | Kina           | 1    | 0      | 0     | 1      |
| 11     | Ryssland       | 0    | 2      | 1     | 3      |
| 12     | Danmark        | 0    | 1      | 2     | 3      |
| 13     | Australien     | 0    | 1      | 1     | 2      |
| 13     | Polen          | 0    | 1      | 1     | 2      |
| 15     | Nya Zeeland    | 0    | 1      | 0     | 1      |
| 15     | Tjeckien       | 0    | 1      | 0     | 1      |
| 17     | Kanada         | 0    | 0      | 2     | 2      |
| 18     | Frankrike      | 0    | 0      | 1     | 1      |
| 18     | Malaysia       | 0    | 0      | 1     | 1      |
| 18     | Venezuela      | 0    | 0      | 1     | 1      |
| 18     | Spanien        | 0    | 0      | 1     | 1      |
| Totalt | Totalt         | 18   | 18     | 18    | 54     |